# Mount Dalmeny
Mount Dalmeny ist ein 1610 m hoher Berg im ostantarktischen Viktorialand. Er ragt 5 km westlich des Redmond Bluff und 10 km ostsüdöstlich des Drabek Peak in den Anare Mountains auf.
Entdeckt wurde der Berg im Jahr 1841 bei der von James Clark Ross geleiteten britischen Antarktisexpedition (1839–1843). Ross benannte ihn nach Archibald Primrose, Lord Dalmeny (1809–1851), damaliger Junior Lord der britischen Admiralität.